# 사마량
사마량(司馬量, 생몰년 미상)은 후한의 인물로 자는 공도(公度), 하내군(河內郡) 온현(溫縣) 사람으로 은왕 사마앙의 후손이자 후한의 정서장군(征西將軍)을 지낸 사마균의 아들, 서진을 세운 사마염의 현조부이다.

## 생애
생전 예장군태수(豫章郡太守)를 지냈으며, 그의 대를 지나 사마씨 가문은 무관(武官) 외에도 문사(文事)와 관련된 일을 했다고 한다.
266년, 내손 사마염이 황제로 즉위하자 예장부군(豫章府君)으로 추존되어 위패가 칠묘에 안치되었으나 서진 혜제가 죽고 칠묘에서 제거되었다. 이후 동진의 원제가 즉위하자 다시 칠묘에 안치되었다.
371년, 곤손인 동진 간문제가 즉위하자 묘역이 복구되어 다시 칠묘에 안치되었고 372년 간문제가 죽자 철거되었다.

## 가족
- 비조부: 사마앙
- 부친: 사마균
- 아들: 영천부군 사마준
- 손자: 경조부군 사마방
- 증손자: 선제 사마의